# Schizodon fasciatus
Schizodon fasciatus és una espècie de peix de la família dels anostòmids i de l'ordre dels caraciformes.

## Morfologia
- Els mascles poden assolir 40 cm de llargària total.[5]

## Alimentació
Menja fulles, algues i d'altres matèries vegetals.

## Hàbitat
Viu en zones de clima tropical entre 22 °C - 28 °C de temperatura.

## Distribució geogràfica
Es troba a Sud-amèrica: conques costaneres de la Guaiana Francesa i riu Amazones.

## Costums
Al riu Amazones, és una espècie gregària que realitza migracions.